# جو بيري (عازف قيثارة)
جو بيري (بالإنجليزية: Joe Perry )‏ (و. 1950  م) هو عازف قيثارة، وموسيقي، من الولايات المتحدة، ولد في لورانس، هو عضوٌ في الحزب الجمهوري، وهو عضوٌ في أيروسميث.

## وصلات خارجية
- جو بيري على موقع IMDb (الإنجليزية)
- جو بيري على موقع الموسوعة البريطانية (الإنجليزية)
- جو بيري على موقع ميوزك برينز (الإنجليزية)
- جو بيري على موقع رولينغ ستون (الإنجليزية)
- جو بيري على موقع قاعدة بيانات برودواي على الإنترنت (الإنجليزية)
- جو بيري على موقع إن إن دي بي (الإنجليزية)
- جو بيري على موقع أول ميوزيك (الإنجليزية)
- جو بيري على موقع ديسكوغز (الإنجليزية)
- جو بيري على موقع قاعدة بيانات الفيلم (الإنجليزية)